# Mjóifjörður (Ísafjarðardjúp)
Der Mjóifjörður ist ein Fjord in den Westfjorden Islands.
Der Fjord liegt im Ísafjarðardjúp und trägt seinen Namen Schmaler Fjord zu Recht, er ist nur 2 km breit und reicht 18 km weit in das Land.
Im Fjord lag die Insel Hrútey.
Jetzt ist vom Westen der Eyasund mit einem Damm verschlossen, auf dem der Djúpvegur  verläuft.
Von der Insel nach Osten wurde 2009 eine 127 m lange Brücke gebaut.
Um den Fjord, in dem die meisten Höfe inzwischen verlassen sind, verläuft der Mjóafjarðarvegur .
Er hat keinen festen Belag, ist knapp 38 km lang und war vor dem Brückenbau ein Teil des Djúpvegurs. 